# إليزابيث همفريز بنروز
إليزابيث همفريز بنروز (بالإنجليزية: Elizabeth Humphreys Penrose)‏ (30 ديسمبر 1960، ويلمنغتون في الولايات المتحدة)؛ روائية أمريكية.